# Burg Ortelsburg
Die Burg Ortelsburg war eine Ordensburg des Deutschen Ordens in der damals ostpreußischen Stadt Ortelsburg, heute Szczytno in Polen.

## Geschichte
Die erste hölzerne Burg von 1360 wurde von den Litauern abgebrannt. Danach baute man 1370 in Stein. Es entstand eine vierflügelige Kastellburg über einem quadratischen Grundriss mit der Seitenlänge von 39 m. Fast das gesamte Mauerwerk bis zum Hauptgeschoss besteht aus Feld- und Backsteinen. An der Südwestecke stand ein Turm mit der Grundfläche von 9 × 9 m. Jeder der vier Flügel war über drei Etagen und etwa 11 m breit. Die Mauern waren mit Gräben und Wällen gesichert. Nach der Zerstörung im Dreizehnjährigen Krieg von Georg Friedrich I. (Brandenburg-Ansbach-Kulmbach) von 1579 bis 1581 durch die Baumeister Blasius Berwart und Hans Wissmar wieder aufgebaut und um ein Festungswerk erweitert, diente es als Jagdschloss. Dann wurde es Magazin und Arsenal. Zwischen 1766 und 1792 riss man den Ostflügel ab. Danach verfiel das Bauwerk. Heute sind nur noch die Grundmauern zu sehen.